# Shiva (film 2012)
Shiva è un film del 2012 diretto da Om Prakash Rao.

## Colonna sonora
1. Mamta Sharma – Appu Appu
2. Pichalli Srinivas, Malgudi Subha – Kollegaladalli
3. Baba Sehgal, Chaitra H. G. – Nee Odi Bandaaga
4. Vijay Prakash, Aishwarya Majumdar – Oosaravalli
5. Gurukiran – Shiva Shiva
6. Instrumentale – Shiva Theme